# Gild Fryske Mounders
Het Gild Fryske Mounders is een vereniging van vrijwillige molenaars gevestigd te Leeuwarden met als doel ervoor te zorgen dat er genoeg molenaars beschikbaar zijn om alle traditionele windmolens in Friesland op verantwoorde manier in bedrijf te houden.
Het doet dit in eerste plaats door het aanbieden van een opleiding tot vrijwillig molenaar. De vereniging komt elk half jaar bijeen op de Algemene Ledenvergadering. Verder verzorgt het excursies en geeft het samen met Stichting De Fryske Mole het kwartaalblad De Utskoat uit met nieuws en achtergronden uit de Friese molenwereld.

## Geschiedenis
Het Gild Fryske Mounders werd opgericht in 1975 als afsplitsing van het Gilde van Vrijwillige Molenaars voornamelijk uit onvrede op de manier waarop het examen aan het eind van de opleiding tot vrijwillig molenaar werd afgenomen door de examencommissie van De Hollandsche Molen. De eerste jaren waren roerig met wrijving zowel intern in het bestuur als extern met het Gilde van Vrijwillige Molenaars. Na enkele jaren werd duidelijk dat er met het Gilde van Vrijwillig Molenaars geen overeenstemming te bereiken was over een hervorming van het examen. Het Gild Fryske Mounders vaart dan lange tijd een onafhankelijke koers met een eigen opleidingstraject en examen. Het aantal leden groeide gestaag van 30 bij oprichting tot 150 in 1994 al bleven er constant zorgen over de hoeveelheid molenaars in opleiding. In 1998 volgde een nieuwe lijmpoging tussen beide gildes waarbij het Friese gilde fuseerde met de Friese afdeling van het Hollandse gilde en alle Friese diploma's werden omgezet in getuigschriften van het Hollandse gilde. Het verschil in inzicht over de inhoud van de opleiding en de manier van examinering bleek echter onoverkomelijk en in 2003 werd het besluit genomen onafhankelijk verder te gaan.

## Opleiding
De opleiding volgt men op een lesmolen waar men gemiddeld een dagdeel per week van een leermeester de theorie en praktijk van het bedienen van een molen onderwezen krijgt. Ook loopt de leerling een aantal stages op andere molens met andere functies. De opleiding duurt minimaal anderhalf jaar. Dat heeft niet zozeer te maken met de zwaarte van de opleiding maar met het feit dat men alle voorkomende weertypes een keer mee moeten maken. Als de leermeester de leerling er klaar voor acht wordt een examen gehouden op de lesmolen. De examencommissie bestaat uit de eigen leermeester en twee onafhankelijke examinatoren. Hierin ligt een belangrijk verschil met het Gilde van Vrijwillig Molenaars dat zijn examen laat afnemen door een commissie van De Hollandsche Molen op een voor de leerling vreemde examenmolen. Verder legt het Gilde van Vrijwillig Molenaars een grotere nadruk op theoretische kennis, iets wat bij het Gild Fryske Mounders van ondergeschikt belang wordt geacht aan de praktische vaardigheden. Dit wordt weergegeven in het motto van de vereniging Wis yn'e wyn (Nederlands: Zeker in de wind). Geen van beide opleidingen en diploma's (of getuigschriften) zijn officieel erkend door de Nederlandse overheid, het is aan de moleneigenaar of -beheerder wie er wordt toegelaten als molenaar actief te zijn op zijn molen. Ook buiten Friesland kan met terecht met een diploma van het Gild Fryske Mounders, wel is het zo dat het getuigschrift van het Gilde van Vrijwillig Molenaars daar breder geaccepteerd wordt.